# Palermo Brancaccio
Palermo Brancaccio (wł: Stazione di Palermo Brancaccio) – stacja kolejowa w Palermo, w dzielnicy Brancaccio, w prowincji Palermo, w regionie Sycylia, we Włoszech.
Jest ona podzielona na część dla pociągów towarowych i pasażerskich. Znajduje się w sercu obszaru przemysłowego i jest wielkim węzłem kolejowym.